# Monacanthus ciliatus
Monacanthus ciliatus är en fiskart som först beskrevs av Samuel Latham Mitchill 1818.  Monacanthus ciliatus ingår i släktet Monacanthus och familjen filfiskar. Inga underarter finns listade i Catalogue of Life.